# هنري هولاند (مصمم أزياء)
هنري هولاند (من مواليد 26 مايو 1983) هو مصمم أزياء إنجليزي، ورجل أعمال ومدون، من رامسبوتوم، مانشستر الكبرى.

## بدايات حياته وتعليمه
تخرج هولاند بدرجة البكالريوس في قسم الصحافة بكلية لندن للاتصالات، وعمل في بداياته في بعض دور النشر، مثل: ذا تينيج، سنيك (قسم الموضة)، سماش هيتس أند بليس.

## المهنة
قبل إطلاق شركته الخاصة، حظيت تصاميمه للقمصان بالاهتمام. حيث عرضت مجموعة هولاند القمصان المستوحاة من حقبة الثمانينيات من القرن الماضي، والتي عبارات رئيسية مثل: «سأخبرك من هو الرئيس كيت موس».
في أيلول (سبتمبر) 2006، صمم هولاند مجموعة من القمصان التي ارتداها كلاً من غاريث بوغ وجايلز ديكون، في نهاية عروضهما خلال أسبوع الموضة في لندن.
صمم هولاند بعد ذلك مجموعة كاملة، وأسس بيت الأزياء الخاص به «بيت هولاند» عام 2008. وهو معروف بعمله مع عارضة الأزياء أجينيس دين.

عام 2009، ظهر ليفي شتراوس وشركاه للمرة الأولى في شراكة مع هولاند. وفي وقت لاحق من سبتمبر 2009 ، تفاوض هولاند حول صفقة مع شركة التجزئة البريطانية دبنهامز، لإنشاء خط أزياء «هاي باي هنري هولاند» وابتداءً من ربيع 2010 بدأ بيع منتجاته في متاجر دبنهامز
 بالنسبة لربيع/صيف 2010، صمم هولاند ثوب زفاف وردي حصريا لمتجر ريفولف الذي يقع في لوس أنجلوس، فيما ضمت مجموعة هولاند لعام 2011 عددًا من القمصان التي كُتبت عليها اختصارات مثل "waysb"، بمعنى، «ماذا تقولين أيتها الفاتنة». 
 وفي مايو 2012، أعلنت شركة النظارات الشمسية «لي سبيس» عن تعاونها مع المصمم هولاند لإطلاق مجموعة من النظارات  تحمل اسم «هنري هولاند مع لي سبيس» وتضمنت المجموعة موديلات عديدة أطلقت عليها أسماء مثل «مافين توب» و «بلايندرز». انضمت للحملة التي وضعت للترويج للمجموعة مغنية الراب وفنانة التسجيلات الأُسترالية وعارضة الأزياء السابقة إيجي أزاليا. بعد نجاح حملتي النظارات الأولى لهما، والتي كانت من بطولة إيغي أزاليا وإوانا جيكا، أطلق هولاند حملته الثالثة للنظارات، وهذه المرة عرضتها العارضة والممثلة أدوا أبواه.
للاحتفال بعيد ميلاد ماغنوم الخامس والعشرين، ابتكر هنري هولاند فستانًا مستوحى من ستينيات القرن الماضي، بأطراف من الشوكولاتة المتشققة مع طبقات من القماش والترتر. سار هولاند على خطى المصممين البارزين، بما فيهم كارل لاغرفيلد، والذين عملوا أيضًا مع شركة الآيس كريم نفسها. استغرق الثوب أكثر من ثلاثة أشهر لإكماله، وهو الآن يساوي 5000 جنيه إسترليني.

## الظهور الإعلامي
في خريف 2008 وربيع 2010، شارك هولاند في تقديم سلسلة الأزياء والموسيقى الرائدة "Frock Me"، إلى جانب اليكسا تشونغ وجيما كايرني.
وفي عام 2012 لعب هنري هولاند دور القاضي في عرض تصميم الأزياء الذي يدعى «ستايل تو روك». العرض، مع ريهانا كمنتج تنفيذي أخذ المصممين البريطانيين المجهولين، ومنحهم الفرصة التصميم للمشاهير، مثل: شيريل كول، ذا ساتردايس، وكيتي بي.

## العملاء المشاهير
في فبراير 2009، ارتدت المغنية إم.آي.إيه تصميما لهولاند باللونين الأبيض والأسود، المصنوع من البولكا دوت، وذلك أثناء فترة حملها، في حفل توزيع جوائز جرامي الـ 51. كان التصميم من مجموعة ييت أزياء هولاند لربيع/ صيف 2009.

## وصلات خارجية
- London college of communication (بالإنجليزية).